# Jørgen Michaelsen
Jørgen Michaelsen (født 22. maj 1961 i Lyngby Sogn) er dansk billedkunstner. Han var medlem af kunstgruppen Koncern (sammen med Søren Andreasen, Jan Bäcklund og Jakob Jakobsen) og medstifter af udstillingsstedet Max Mundus. Desuden har han udgivet flere tidsskrifter sammen med Mikkel Bolt, bl.a. tidsskriftet Ny Mutant og Mr Antipyrine. Jørgen Michaelsen har gjort sig bemærket ved en humoristisk og meget tekstmassiv kunstproduktion. Har publiceret bøgerne "3 samtaler om kunst" (s.m. I. N. Kjær), Gyldendal (1994), Auto: Udvalgte skrifter 1993-2005, Pork Salad Press (2006), Vektor, Antipyrine (2021) og Diamond Jellyfish Juggernaut, Antipyrine (2022).
Jørgen Michaelsen er uddannet på Det Kgl. Danske Kunstakademi 1987-94 og har haft en lang række separatudstillinger, bl.a. "GYNOCRAFT; Jul. Bombolt", Overgaden, Kbh. (1997), "til øvelse i at se på organisk form", Mfkokm, Kbh. (1998), "Gouaches", Galleri Søren Houmann, Kbh. (2005), "MESO. Songs of Mutual Resistance & Fortification", Nikolaj, Kbh. (2002) og "ENDO. A Natural Selection", Overgaden, Kbh. (2004). Michaelsen har desuden deltaget på en række gruppeudstillinger i ind- og udland: "Out of Shape", Arken Museum for moderne kunst, Ishøj (1996), "Nuit blånche – Scènes nørdiques: les années 90", Musée d’Art moderne de la Ville de Paris, Paris (1998), "WHAT’S WRONG?", The Trade Department, London (2001), "Whatever happened to social democracy?", Rooseum, Malmö (2005), "Regarding Denmark", Ileana Tounta Gallery, Athen (2006) og"fantom", Charlottenborg, Kbh. (2006), “Dry Wet Comfort", Museum Jorn (2021).
Repræsenteret på Den Kongelige Kobberstiksamling, Kbh., Kunstmuseet Køge Skitsesamling, Randers Kunstmuseum og Den Danske Radeerforening, Kbh. 
Jørgen Michaelsen er medlem af Den Frie Udstilling siden 2006.
Tildelt Eckersberg Medaillen i 2005.
- Jørgen Michaelsen på Kunstindeks Danmark/Weilbachs Kunstnerleksikon